# Rio Claro (Maipo)
El Río Claro es un curso natural de agua que está ubicado en la comuna de San José de Maipo.
Nace de los deshielos del Cerro San Pedro Nolasco, en el límite de la Región Metropolitana de Santiago y la Región de O'Higgins y tributa sus aguas en el río Maipo.

## Caudal y régimen
Es un río de alimentación glacial.: 333 

## Historia
Francisco Solano Asta-Buruaga y Cienfuegos escribió en 1899 en su Diccionario Geográfico de la República de Chile sobre el río:
Río Claro de Maipo.-—Riachuelo corto, afluente de la izquierda de este río hacia su parte superior y poco más abajo de donde el mismo recibe el llamado Río Blanco.
Luis Risopatrón lo desescribió en 1924 en su obra Diccionario jeográfico de Chile como:: 85 
Claro (Río). De corto curso i caudal de aguas cristalinas i mui malos vados, corre hacia E i se vacía en la marjen W del curso superior del rio Maipo, a corta distancia al S de la desembocadura del riachuelo de Los Piuquencillos 61. 1850, p. 456; i XLVII, p. 356; 66, p. 233; 119, p. 69; 134; i 156; i riachuelo Claro de Maipo en 155, p 1663.